# Església de Sant Andreu de Socarrats
Sant Andreu de Socarrats és una església romànica situada al nucli de Sant Andreu de Socarrats, del municipi de la Vall de Bianya, a la comarca catalana de la Garrotxa. És un monument catalogat a l'Inventari del Patrimoni Arquitectònic Català al vessant nord de la Serra de Sant Miquel del Mont.

## Arquitectura
És de factura romànica i va ser molt modificada durant el segle xviii, moment en què es va donar forma de creu al temple i es va convertir en torre el primitiu campanar d'espadanya de dos ulls. L'any 1982 s'hi varen realitzar nombroses obres de restauració, com suprimir la sagristia enganxada a l'absis, repicar els murs, enderrocar els nínxols de la façana sud, etc., que li han retornat el seu aspecte primitiu. Una pica baptismal d'època romànica d'immersió, de línies senzilles i sense cap mena d'ornamentació. Amida 90 cm de diàmetre, 70 cm d'interior i 72 cm d'alçada. El capitell d'època preromànica encastat a la façana est. Aquest capitell va pertànyer al temple antic de Sant Andreu. Hi són representats dos caps humans amb un motiu floral situat entre els dos. Conserva un altar dedicat a Sant Isidre, dels segles XVIII-XIX.

## Notícies històriques
La primitiva església de Sant Andreu de Socarrats va ser enderrocada i en el seu lloc es va alçar l'actual, d'estil romànic. Aquesta darrera va ser consagrada l'any 1117 per Berenguer Dalmau, bisbe de Girona. En els documents és citada com a "Santi Andreae … in loco que dicitur Socarrads" i firmen l'acta, a part del bisbe, Gaucefred, arxilevita de Besalú; Berenguer, mestre d'escola, i el prevere Arnau Joan. Sant Andreu va deixar de ser parròquia l'any 1582 i es va convertir en sufragània de la de Sant Joan les Fonts, fins a l'any 1968 en què va passar a dependre de Sant Josep Obrer de la Canya.